# Valeriana radicalis
Valeriana radicalis là một loài thực vật có hoa trong họ Kim ngân. Loài này được Clos miêu tả khoa học đầu tiên..